# Алзашки језик
Алзашки језик (Elsässerditsch, фр. Alsacien) се односи на алеманске и франачке дијалекте немачког језика који се говоре у Алзасу.
Алзашки језик стога није кохерентна лингвистичка дијелекатска група, већ географско-политичка и културна група локалних дијалеката. Појам алзашки дијалекти не обухвата само немачке, већ и француске традиционалне дијалекте из региона Вогеза и јужних области Алзаса. 
Овај језик има статус званично признатог регионалног језика Француске. По подацима из 1999. њиме је владало 548.000 говорника. 

### Примери
- немачки Mutter (мајка) - је у алеманском дијалекту Muodder - у алзашком

- немачки wir (ми) - алемански mir - алзашки

- немачки aber (али) - алемански abber, - алзашки

Француски језик је утицао на алзашки од 17. века. То се види по неким речима:
- (бицикл)

- (тротоар)

У неким случајевима се на француске речи примењује немачка граматика:
- (од француског choisir - бирати)